# История Мангистауской области
Мангистауская область образована 20 марта 1973 года в составе Казахской Советской Социалистической Республики Союза Советских Социалистических Республик, однако древнейшие археологические находки на территории области датируются палеолитом.

## Древний мир

### Каменный век

#### Палеолит
Были найдены многочисленные памятники на побережье залива Сары-Таш, на полуострове Тюб-Караган (территория Тупкараганского района), а также в долинах рек Шахбагата и Кумакапе.

##### Ранний (нижний) палеолит
На территории Тупкараганского района найдены стоянки Шакпак-Ата (протолеваллуа-ашель), относящаяся к олдувайской культуре и Шакпак-ата (леваллуа-ашель I), относящаяся к средней ашельской культуре.

#### Мезолит
На плато Устюрт обнаружены находки, относящиеся к айдаболской культуре.

#### Неолит
На острове Кулалы (территория Тупкараганского района), входящего в архипелаг Тюленьи острова и расположенного в Каспийском море обнаружено поселение, датирующееся неолитом.

### Медный век
На берегу Каспийского моря найдена стоянка Коскудук I, датируемая концом 5-го—1-й половиной 4-го тысячелетия до нашей эры. Индустрия стоянки относится к хвалынской культуре. В стоянке Коскудук I стоянки обнаружено самое древнее захоронение на территории современной Республики Казахстан.

### Бронзовый век

#### Поздний бронзовый век
Религиозно-могильный комплекс Алтынказган датируется VI—I веками до нашей эры, а торгово-ремесленное поселение в урочище Каркабак было построено хорезмийцами в I веке до нашей эры.

## Средние века
В XI веке на полуострове Мангышлак существовало портовое поселение (или даже город) Кетиккала (Кетик-Кала) ныне г.Форт-Шевченко .

## В составе Российской империи
С 10 (22) февраля 1881 года территория Мангистауской области входила в состав Мангышлакского уезда Закаспийской области Российской империи (с 1897 года Закаспийская область также входила в состав Туркестанского генерал-губернаторства).

## В составе Киргизской Автономной Советской Социалистической Республики
25 октября 1920 года Мангышлакский уезд был включён в состав Адаевского уезда Киргизской Автономной Советской Социалистической Республики.

## В составе Республики Казахстан
С 1996 по 1997 годы средняя заработная плата в области была наибольшей среди всех областей Казахстана. К началу XXI века в области производилось наибольшее количество сборов налогов и платежей, а сейчас область — одна из самых богатых и процветающих в стране.
В начале января 2022 года в Жанаозен начались протесты из-за резкого роста цен на газ (цены начал регулировать свободный рынок, а не правительство). Протесты переросли в массовые беспорядки по всей стране.